# Aleja Romana Szuchewycza w Kijowie
Aleja Romana Szuchewycza (ukr. Проспект Романа Шухевича,  Prospekt Romana Szuchewycza) – aleja w Kijowie w rejonach dnieprzańskim i desniańskim. Biegnie przez dzielnicę Czortory oraz zespoły mieszkaniowe Radużny, Trojeszczyna i Kybalczycz.
Od 2015 przez aleję biegnie trasa rowerowa, łącząca lewobrzeżną Trojeszczynę z Placem Europejskim w centrum miasta.
Wzdłuż alei, po nieparzystej stronie, znajduje się ciąg stawów, które wcześniej były wykorzystywane podczas budowy zespołu mieszkaniowego Trojeszczyna jako zbiorniki techniczne dla wydobywania piasku. W 2018 obok dwóch stawów, położonych między ulicą Honoré de Balzac'a a Aleją Czerwonej Kaliny, został założony park miejski.

## Nazwy
- Aleja Generała Watutina (1975-2017) – na cześć gen. Nikołaja Watutina, dowódcy 1 Frontu Ukraińskiego i Bohatera Związku Radzieckiego[1].
- Aleja Romana Szuchewycza (od 2017) – nazwa przyjęta 1 czerwca 2017 na cześć naczelnego dowódcy UPA gen. Romana Szuchewycza[2][3][4].

## Proces zmiany nazwy (2016-2019)
Konsultacje społeczne w sprawie zmiany nazwy Alei Generała Watutina rozpoczęły się w marcu 2016. W konsultacjach na stronie internetowej Kijowskiej Miejskiej Administracji Państwowej wzięły udział 5794 osoby, z czego większość (3165 osób) poparła propozycję zmiany nazwy alei na cześć ukraińskiego działacza politycznego i wojskowego gen. Romana Szuchewycza, a 2627 osób opowiedziało się przeciwko. Wpłynęło także 270 alternatywnych propozycji dla nowej nazwy alei. Zmiana nazwy została również zarekomendowana przez miejską Komisję ds. nazewnictwa, jednak podczas głosowania w grudniu 2016 projekt nie uzyskał wymaganej liczby głosów w Radzie Miejskiej w Kijowie.
Dopiero na posiedzeniu, które odbyło się 1 czerwca 2017 udało się przegłosować uchwałę o zmianie nazwy. Spośród 121 deputowanych Rady Miejskiej w głosowaniu brało udział 78, a za przyjęciem uchwały zagłosowało 69. Przeciwko uchwale wystąpili przedstawiciele mniejszości żydowskiej, m.in. dziennikarz Dmitrij Gordon i dyrektor Ukraińskiego Komitetu Żydowskiego Eduard Dolinski, a także Kneset Izraela.
W odpowiedzi, organizacje pozarządowe Antyfaszystowska Liga Obrony Prawa (kierownik: Iryna Bereżna) oraz Żydowska Liga Obrony Prawa (kierownik: Borys Fuksmann) wniosły do Okręgowego Sądu Administracyjnego w Kijowie pozew nr 826/11910/16 z żądaniem uchylenia uchwały Rady Miejskiej. Sąd w składzie sędziego Rusłana Arsirija, postanowieniem z 12 czerwca 2017 zabronił Radzie Miejskiej przedkładania do podpisu oraz publikacji uchwały z 1 czerwca 2017 do czasu rozstrzygnięcia sporu.
Pod koniec czerwca 2017, podczas obchodów 110. rocznicy urodzin Romana Szuchewycza, minister kultury Jewhen Nyszczuk podkreślił, że wszystkie procedury sądowe zostały zakończone i od dziś [...] Aleja Watutina została oficjalnie przemianowana na Aleję Szuchewycza. Sekretarz Rady Miejskiej Wołodymyr Prokopiw potwierdził, że uchwała o zmianie nazwy została opublikowana na oficjalnej stronie internetowej Rady Miejskiej i rzekomo weszła już w życie. Jednak zgodnie z ówczesnym prawem oraz tekstem uchwalonego projektu uchwały, decyzja Rady Miejskiej miała wejść w życie dopiero po publikacji w gazecie Chreszczatyk.
Postanowieniem Apelacyjnego Sądu Administracyjnego w Kijowie z 20 lipca 2017  pozostawiono bez zmian postanowienie sądu pierwszej instancji, na mocy którego Radzie Miejskiej nakazano tymczasowo nie dokonywać oficjalnej publikacji uchwały o zmianie nazwy w gazecie Chreszczatyk do czasu rozstrzygnięcia sporu.
W sierpniu 2017 Rada Miejska złożyła skargę kasacyjną do Naczelnego Sądu Administracyjnego Ukrainy na postanowienie Okręgowego Sądu Administracyjnego w Kijowie z 12 czerwca 2017 oraz Apelacyjnego Sądu Administracyjnego w Kijowie z 20 lipca 2017, w której, powołując się na naruszenie przez sądy przepisów prawa materialnego i procesowego, wnioskowała o uchylenie wydanych postanowień sądów pierwszej i drugiej instancji. Naczelny Sąd Administracyjny Ukrainy 15 sierpnia 2017 odmówił wszczęcia postępowania kasacyjnego. 16 kwietnia 2018 poinformowano, że rozpatrzenie sprawy nr 826/11910/16 zostanie przełożone, ponieważ do sprawy dołączyli nowi uczestnicy: Ukraiński Instytut Pamięci Narodowej oraz nieujawniona partia i organizacja społeczna.
Pod koniec czerwca 2018 roku, podczas obchodów 111. rocznicy urodzin Romana Szuchewycza, minister kultury Jewhen Nyszczuk ponownie powtórzył swoje ubiegłoroczne oświadczenie, że wszystkie procedury sądowe zostały zakończone i od dziś [...] Aleja Watutina została oficjalnie przemianowana na Aleję Szuchewycza.
Na początku sierpnia 2018 poinformowano, że sędzią w sprawie nr 826/11910/16 mianowano Ołesię Czudak, zamiast Rusłana Arsirija. 16 listopada 2018 sędzia uwzględniła nowy wniosek strony powodowej od organizacji pozarządowych Bereżnej i Fuksmana o zmianę przedmiotu pozwu, w którym powodowie wskazali, że nie wiedzieli o tym, że uchwała o zmianie nazwy Alei Moskiewskiej na Aleję Stepana Bandery już weszła w życie w związku z jej publikacją w gazecie Chreszczatyk 9 sierpnia 2016. W połowie sierpnia 2018 matka Iryny Bereżnej, Ołena Bereżna, oświadczyła, że Mer Kijowa Witalij Kłyczko, odpowiadając na zapytanie związku weteranów Kijowa, informacją, że nazwa alei została już zmieniona na Aleję Romana Szuchewycza, naruszył postanowienie sądu.
W listopadzie 2018 w niektórych mediach pojawiły się informacje o rzekomym unieważnieniu przez sąd uchwały Rady Miejskiej. Jednak pod koniec listopada 2018 informacje te zostały zdementowane przez Kijowską Miejską Administrację Państwową, a później także przez członka miejskiej Komisji ds. nazewnictwa Tymisza Martynenko-Kuszlianskiego.
25 czerwca 2019 roku Okręgowy Sąd Administracyjny w Kijowie unieważnił uchwały Rady Miejskiej o zmianie nazw kijowskich alei Moskiewskiej oraz Generała Watutina na aleje Stepana Bandery i Romana Szuchewycza. 1 sierpnia 2019 Ukraiński Instytut Pamięci Narodowej złożył apelację, co doprowadziło do wstrzymania wykonania wyroku Okręgowego Sądu Administracyjnego.
9 grudnia 2019 Szósty Apelacyjny Sąd Administracyjny potwierdził legalność uchwał Rady Miejskiej o zmianie nazw Alei Moskiewskiej i Alei Generała Watutina na aleje Stepana Bandery i Romana Szuchewycza. Iwan Dracz, odznaczony tytułem honorowym Bohatera Ukrainy, wyraził sprzeciw wobec wprowadzanych zmian w nazewnictwie.

## Obiekty
- Średnia Szkoła Profilowana I-III stopni nr 325 Szczęście (nr 22-б).
- Biblioteka nr 137 (nr 4-а).
- Apteka homeopatyczna (nr 2-в).
- Centrum handlowo-rozrywkowe SkyMall (nr 2-т).
- Park miejski (nr 5-а).
- Park Muromeć.
- Plaża Czortory.

## Tablice pamiątkowe

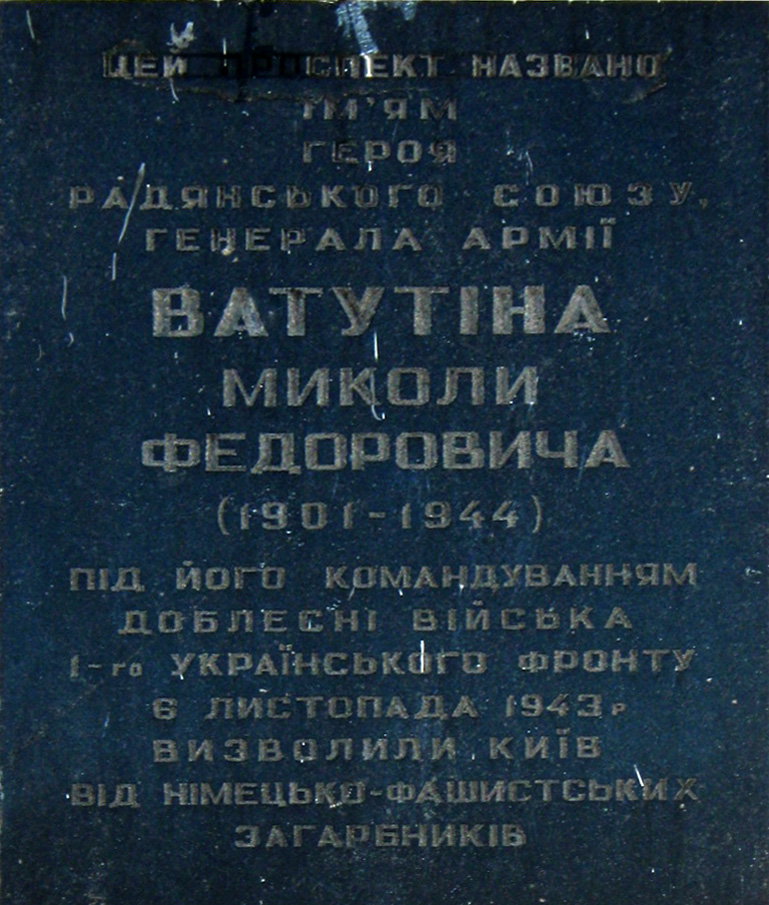
Tablica pamiątkowa na budynku nr 2 (zdemontowana we wrześniu 2020)
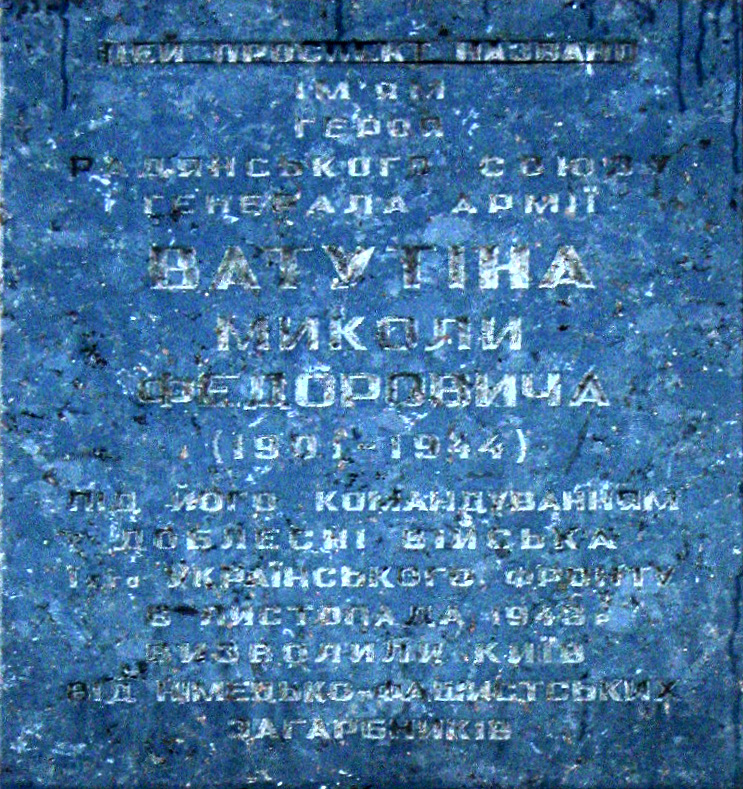
Tablica pamiątkowa na budynku nr 14 (zdemontowana w październiku 2020)